# Adam Kozłowiecki
Adam Kozłowiecki, S.J. (1. dubna 1911, Huta Komorowska - 28. září 2007, Lusaka) byl polský katolický kněz, arcibiskup a kardinál.

## Mládí a kněžství
Narodil se 1. dubna 1911 v Hutě Komorowske. Byl synem Adama Kozłowieckiho a Marie Janochówské. Pocházel z významné šlechtické rodiny. Svá studia začal na jezuitské škole v Chyrówě a poté byl poslán na soukromou školu do Poznaně. Po dokončení školy se vzdal všeho majetku a dědictví a vstoupil do řádu jezuitů dne 30. července 1939 v Stare Wsi. Do noviciátu vstoupil v Brzozowě. Svá studia rozšířil na Jesuitské fakultě filosofie v Krakově a na Teologické fakultě Bobolanum v Lublinu. Na kněze byl vysvěcen 24. června 1937 Karolem Niemirou. Dne 10. listopadu 1939 byl zatčen gestapem a byl vězněn v Krakově a poté byl internován do koncentračního tábora v Auschwitz-Birkenau (asi červen nebo prosinec 1940). A od prosince 1940 byl v táboře Dachau kde byl uvězněn do 29. dubna 1945 kdy byl osvobozen vojáky americké armády. Své věčné sliby složil 15. srpna 1945 v Římě. Působil jako učitel na jezuitské škole v Pullachu. Poté se stal misionářem v jezuitské misie v Severní Rhodesii (dnes Zambie). Působil hlavně v pastorační službě vzdělání v Kasisi (1946-1950). Dne 15. července 1950 ho papež Pius XII. jmenoval apoštolským administrátorem apoštolského vikariátu Lusaka.

## Biskup a kardinál
Funkci apoštolského administrátora vykonával do 4. června 1955 kdy byl zvolen apoštolským vikářem tohoto vikariátu a titulárním biskupem z Diospolis inferior. Na biskupa byl vysvěcen 11. září 1955 z rukou Jamese Roberta Knoxe a spolusvětiteli byli Aston Ignatius Chichester, S.J. a Joost Van den Biesen, M. Afr.. Dne 24. května 1959 byl vikariát povýšen na metropolitní arcidiecézy a tím se stal arcibiskupem Lusaky. Tento úřad arcibiskupa zastával do 29. května 1969. Papež Pavel VI. ho stejného dne jmenoval titulárním arcibiskupem Potenza Picena. Dne 21. února 1998 byl jmenován kardinálem s titulárním kostelem S. Andrea al Quirinale. Zemřel 28. září 2007 v nemocnici v Lusace. Jeho tělo odpočívá v katedrálním chrámu Dítěte Ježíše v Lusace.